# Дитрих фон Алтенбург
Дитрих фон Алтенбург (на немски: Dietrich von Altenburg) е деветнадесетият Велик магистър на рицарите от Тевтонския орден.
Дитрих е приет в германския орден през 1307 г. и през периода 1320-1324 е комтур на Рагнит, през 1326-1331 - на Балга. След 1331 Дитрих взема участие в Полско-Тевтонската война като орденсмаршал, бие се при Пловце и допринася за завладяването на Куявия и Добжинската земя.
След смъртта на предшественика му Лутер фон Брауншвайг Дитрих е избран за предводител на ордена. Новият велик магистър оставя архитектурно наследство - преустроява религиозните сгради в замъка Мариенбург и построява първия мост на река Ногат. Той е първият велик магистър, погребан в църквата Света Ана в Мариенбург.